# Marie Belloc Lowndes
Marie Adelaide Belloc (Londra, 5 agosto 1868 – Hampshire, 14 novembre 1947) è stata una scrittrice britannica.

## Biografia
Nata a Londra, Marylebone trascorse la sua giovinezza in Francia e a Parigi e a La Celle-Saint-Cloud, nella periferia ovest di Parigi, vicino a Versailles. Alla morte di suo padre ritornò a vivere in Inghilterra pur facendo numerosi soggiorni in Francia.
Era figlia di un avvocato Louis Belloc (1830-1872), e di "Bessie" Elizabeth Rayner Parkes (1829-1925), di nazionalità inglese, scrittrice, femminista e filantropa.
Suo fratello, Hilaire Belloc, fu uno scrittore e storico molto prolifico e acclamato. Nel 1896 sposò Frederick Sawrey Lowndes, un giornalista inglese del giornale The Times. Dal matrimonio nacquero tre figli, Elizabeth, Charles et Susan. Morì il 14 novembre 1947 nella casa della figlia, Elizabeth, la contessa Iddesleigh, a Eversley Cross (Hampshire). È sepolta a La Celle Saint-Cloud, dove esiste ancora la sua casa in Avenue Camille-Norman.
Il suo primo romanzo The Heart of Penelope fu pubblicato nel 1904, e la sua opera più conosciuta in Francia è probabilmente I too, have lived in Arcadia pubblicata nel 1941, che racconta la sua giovinezza trascorsa in Francia. Alcuni suoi libri furono soggetti di film.

## Racconti, romanzi, opere teatrali
- H.R.H. The Prince of Wales: an Account of His Career (1898, come Anon; riveduto nel 1901 col titolo His Most Gracious Majesty King Edward VII)
- The Philosophy of the Marquise (1899)
- T.R.H. The Prince and Princess of Wales (1902, come Anon)
- The Heart of Penelope (1904)
- Barbara Rebell (1905)
- The Pulse of Life: a Story of a Passing World (1906)
- Studies in Wives (1907)
- The Uttermost Farthing (1908)
- According to Meredith (1909)
- Studies in Wives. Short Stories (1909)
- When No Man Pursueth: an Everyday Story (1910)
- Jane Oglander (1911)
- Mary Pechell (1912)
- The Chink in the Armour (1912)
- The End of Her Honeymoon (1913)
- Studies in Love and Terror (1913)
- The Lodger (1913), adattato al cinema da Alfred Hitchcock nel 1927 (Il pensionante), da Maurice Elvey nel 1932 (The Lodger), da John Brahm nel 1944 (Il pensionante) e da Hugo Fregonese nel 1953 (Una mano nell'ombra)
- Noted Murder Mysteries (1914 come Philip Curtin)
- Told in Gallant Deeds: A Child's History of the War (1914)
- Good Old Anna (1915)
- Price of Admiralty (1915)
- The Red Cross Barge (1916)
- Lilla: A Part of Her Life (1916)
- Love and Hatred (1917)
- Out of the War (1918), col titolo The Gentleman Anonymous (1934)
- The Lonely House (1920)
- From the Vast Deep (1920), col titolo From Out the Vasty Deep (1921)
- What Timmy Did (1921)
- Why They Married (1922)
- The Philanderer (1923)
- The Terriford Mystery (1924)
- Some Men and Women (1925)
- Afterwards (1925)
- Bread of Deceit (1925)
- What Really Happened (1926), in Italia col titolo La dama di compagnia, trad. Giuseppina Taddei, Mondadori, 1930-2020; in opera teatrale (1932)
- Thou Shalt Not Kill (1927)
- The Story of Ivy (1927)
- Cressida: No Mystery (1928)
- Duchess Laura: Certain Days of Her Life (1929), col titolo The Duchess Intervenes (1933)
- One of Those Ways (1929)
- Love's Revenge (1929)
- The Key: A Love Drama in Three Acts (1930)
- With All John's Love: A Play in Three Acts (1930)
- Letty Lynton (1931), adattato in film dalla MGM con Joan Crawford nel 1932 (Ritorno)
- Vanderlyn's Adventure (1931), anche col titolo The House by the Sea
- Why Be Lonely? A Comedy in Three Acts (1931), con F. S. A. Lowndes
- Jenny Newstead (1932)
- Love Is a Flame (1932)
- The Reason Why (1932)
- Dutchess Laura: Further Days of Her Life (1933)
- Another Man's Wife (1934)
- The Chianti Flask (1934)
- Who Rides on a Tiger (1935)
- The Second Key (1936)
- And Call it Accident (1936)
- The House by the Sea (1937)
- The Marriage Broker (1937), anche col titolo The Fortune of Bridget Malone
- Motive (1938), anche col titolo Why It Happened
- Empress Eugenie: a Three-Act Play (1938)
- Reckless Angel (1939)
- Lizzie Borden: A Study in Conjecture (1939)
- The Injured Lover (1939)
- The Christine Diamond (1940)
- Before the Storm (1941)
- I Too, Have Lived in Arcadia (a Record of Love and Childhood) (1942)
- What of the Night? (1943)
- Where Love and Friendship Dwelt (1943)
- The Labours of Hercules (1943)
- The Merry Wives of Westminster (1946)
- A Passing World (1948)
- She Dwelt with Beauty, pubblicato postumo (1949)
- The Young Hilaire Belloc (1956)